# Serie 151-3101 a 3122 de Renfe
La serie 151-3101 a 3122 de Renfe fue un conjunto de locomotoras de vapor procedentes de la antigua serie 5000 de la Compañía de los Caminos de Hierro del Norte de España.
Los ingenieros de Norte estudian una nueva locomotora, pero se fijó un peso por eje de 20 toneladas, para emplearlas también en las líneas de Madrid a Alsasua, o Madrid a Zaragoza y Manresa.
Todas estas circunstancias habían llevado a los técnicos al tipo 151, o "Santa-Fe", casi único en Europa (con las 151 A del PLM francés).
La Norte encargó a la M.T.M. la fabricaccion de 20 locomotoras de la serie Norte 5001 a 5022.